# Бєлкін Лев Миколайович
Лев Миколайович Бєлкін (нар. 18 травня 1942, Москва, СРСР) — радянський російський футболіст та тренер, виступав на позиції воротаря. Майстер спорту СРСР.

## Життєпис
Вихованець футбольної академії московського «Динамо». У чемпіонаті СРСР дебютував 19 травня 1961 року в поєдинку з «Зенітом», в якому пропустив два м'ячі. Всього в сезоні 1961 року зіграв 10 матчів, пропустивши 15 м'ячів. Востаннє у складі московського клубу виходив на поле в поєдинку з ЦСКА, де динамівці пропустили 5 м'ячів. У Кубку СРСР 1961 провів три матчі і пропустив три м'ячі.
Після відходу з «Динамо» в 1962 грав за ленінградські команди «Динамо» і «Зеніт». Завершував кар'єру в українських командах «Десна» та «Авангард».